# Leo Wyatt
Leo Wyatt (San Francisco (Californië), 6 mei 1924 - 14 november 1942) is een personage in de televisieserie Charmed en wordt vertolkt door de acteur Brian Krause. Het personage is een voormalig lichtgids Ouderling en Avatar, maar in de serie anno 2006 is Leo een gewone sterveling.
Als een whitelighter elder, heeft Leo de mogelijkheid om te orben naar vele plaatsen. Hij heeft een telepathisch gevoel van locatie en hij kan zijn pupillen (diegenen die hij begeleidt) horen. Hij is praktisch onsterfelijk, maar kan, zoals alle whitelighters, wel sterven van een darklighter-pijl.

## Voor Charmed
- Leo groeide op in Burlingame, Californië als zoon van Christopher Wyatt.
- Tijdens de Tweede Wereldoorlog deed hij zijn militaire dienst als dokter.
- Hij was getrouwd met Lillian.

## Whitelighter
Leo stierf op 14 november 1942 in de strijd om Guadalcanal. Op de dag van zijn dood werd Leo een whitelighter als beloning voor zijn goede daden. Opgedragen door de Elders heeft hij over vele heksen en toekomstige whitelighters gewaakt.
In de jaren 60 raakte hij bevriend met de jonge heks Penny Halliwell de grootmoeder van de Charmed Ones.

## Whitelighter van de Charmed Ones
- Leo werd toegewezen aan de Charmed Ones door de Elders
- Omdat hij zijn identiteit als whitelighter geheim moet houden deed hij zich voor als klusjesman.

### Liefdesleven
- Piper en Phoebe werden meteen verliefd op Leo.
- Leo en Piper beginnen een relatie, maar omdat een relatie tussen heksen en whitelighters streng verboden is, wordt Leo overgeplaatst, en verdwijnt hij een tijdje uit het leven van de charmed ones tot Leo gewond geraakt door een pijl van een darklighter.
- Leo stelde aan Piper voor om zijn vleugels te laten knippen, zodat hij bij haar kon zijn. Piper wilde dit niet.
- Leo wordt geschorst door de Elders naar aanleiding van een zeer strikte regel om niet te genezen als de wonde of ziekte niet veroorzaakt is door een demon. Leo heeft deze regel verbroken wanneer hij Piper genas van een dodelijke ziekte. Als gevolg werden zijn vleugels voor minstens 3 maanden geknipt.

### Huwelijk en gezin
- Piper en Leo krijgen van de Elders te horen dat ze hun relatie moeten stopzetten, omdat het verboden is. Als ze de relatie niet stoppen volgen er sancties.
- Piper en Leo willen dan in het geheim een ritueel (handfasting) laten uitvoeren door Penelope Halliwell op een zonsverduistering.
- De Elders worden op de hoogte gebracht door Cole Turner en Leo wordt tijdens het ritueel geteleporteerd naar de Elders
- Leo verdwijnt voor de tweede maal uit de Charmed familie.
- Pas als Piper toegeeft dat haar plichten als een Charmed One belangrijker zijn dan wat ook, wordt Leo terug gezonden.
- Leo en Piper krijgen een proeftijd opgelegd van de Elders
- Na de proeftijd stemmen de Elders toe in het huwelijk.
- Leo en Piper krijgen 3 kinderen Wyatt Halliwell, Chris Halliwell en Melinda Halliwell

## Leo als een Elder
- Leo werd gepromoveerd tot Elder nadat de titanen bijna elke Elder vernietigd hadden. Door zijn moedig optreden wist hij een deel van de Elders te redden.
- Door dat Leo een Elder is geworden moest hij zijn gezin achterlaten, waardoor het huwelijk met Piper is gestrand
- Hij blijft waken over zijn zoon en van op een afstand ook over de Charmed Ones
- Pas als Leo en Piper gevangen geraken in de ghostly plane bekennen ze aan elkaar dat ze nog steeds van elkaar houden
- Leo wordt voor de tweede keer vader (Chris Halliwell), maar kan nog altijd niet bij Piper zijn door zijn functie als Elder

## Leo als een Avatar
- Verraden door zijn mentor Gideon, ook een Elder, besluit hij in een woedeaanval zijn mentor te doden.
- Hij verliest daarop het vertrouwen in de resterende elders.
- Hij wordt belaagd door een zwevend hoofd
- In een vision quest openbaren de avatars zich aan Leo en beloven hem een wereld zonder kwaad.
- Als zowel Piper en Phoebe dodelijk gewond zijn, stemt hij toe om Avatar te worden.
- Met zijn Avatarkracht en whitelighterkracht kan hij de twee tegelijk redden.
- Hij moet zijn nieuwe identiteit als Avatar geheimhouden voor Piper en de Elders.

### Krachten als Avatar
- Als Avatar heeft hij bijna een ongelimiteerde kracht
- Hij kan de tijd stilzetten en terugdraaien en de wereld veranderen
- Een andere eigenschap is het collectief gebruik van de kracht.

### Toch geen Avatar
- Leo kwam er al snel achter dat de wereld geschapen door de Avatars niet veel goeds bracht
- Als ultiem bewijs maakt hij zich boos en wordt uitgewist, wat de Avatars doen met iedereen die zich boos maakt
- The Charmed Ones dwingen de Avatars om hun fout recht te zetten
- Leo is niet meer gewist, maar heeft ook zijn krachten als een Avatar niet meer.

## Straf van de Elders
- Omdat Leo een Avatar was moet hij nu gestraft worden door de Elders.

### Straf
De Elders beslisten dat Leo een proef moest afleggen. Hij zou op de een of andere manier zijn weg terugvinden, en er ofwel voor kiezen weer bij zijn familie te zijn, of een fulltime Elder worden.
- Hij wordt gedropt in een andere staat, zonder zijn geheugen.
- Omdat de Elders vals hebben gespeeld, is Leo wederom een fulltime Elder, maar nog steeds zonder geheugen.
- Leo valt uit genade wanneer hij een scherpe pijn in zijn hart voelt.
- Leo is nu sterveling.

## Leo als sterveling
- Leo wordt het hoofd van magic school
- Leo "stierf" samen met de Halliwell-zussen en adopteerde de naam Louis Bennett. Een naam die hij niet lang behield, waarna hij snel zijn oude leven en naam weer opnam
- Leo en Piper bezochten een magische relatietherapeut, en verwisselden elkaars zielen, zodat ze in elkaars schoenen moesten lopen.
- Leo wordt door de Angel Of Destiny ingevroren als een tussenoplossing met The Angel Of Death.
- Na de vernietiging van een groot kwaad wordt Leo ontdooid

### In de toekomst
- Doordat het grote kwaad is bestreden is er een nieuwe toekomst.
- Leo gaat terug naar magic school
- Leo en Piper hebben een dochter Melinda (die net als haar broers een halve Whitelighter is).
- In de stripreeks wordt hij opnieuw een magisch wezen, dit keer een engel.